# Казачинское (аэропорт)
Каза́чинское — региональный аэропорт в посёлке Казачинское Иркутской области. Имеется современный аэровокзал, построенный в 2003 году. Площадь аэровокзала 1100 м². В аэропорту расположены комната матери и ребёнка, почтовое отделение связи, телеграф, билетная касса. Пропускная способность аэропорта — 50 пасс/час.
Принимаемые типы ВС: Ан-24, Як-40, ВС 3 и 4 классов, вертолёты всех типов.
До 2006 года выполнялись регулярные рейсы в Иркутск на Ан-24. Впоследствии аэропорт был закрыт за нарушение правил пожарной безопасности, полёты не выполнялись. С июля 2013 года они были возобновлены, когда стал летать рейс авиакомпанией «ПАНХ» самолетом Cessna 208 Grand Caravan по маршруту из Улан-Удэ через Иркутск. В мае 2016 года из-за «внутренних финансовых проблем» авиакомпания ПАНХ прекратила перевозки по Иркутской области, в том числе в Казачинское. Рейсы Иркутск - Казачинское позднее были возобновлены авиакомпанией "СиЛА" на самолетах L-410.

## Авиационные происшествия
12 сентября 2021 года в 23.15 местного времени в окрестностях посёлка Казачинское произошла авиакатастрофа самолета L-410, выполнявшего сборный рейс авиакомпаний «СиЛА» и «Аэросервис» СЛ-51 по маршруту Иркутск—Казачинское. Совершая второй круг, пытаясь зайти на посадку в условиях плохой видимости, самолет упал примерно в четырех километрах к юго-западу от села Казачинское, с небольшой высоты в таежной местности. На борту находились два члена экипажа и 16 пассажиров. Погибли четыре человека, в том числе второй пилот. 11 человек в результате крушения оказались зажаты среди обломков самолета. Поиски самолета осложнялись непроходимой местностью.